# Douglas Howard (Diplomat)
Sir Douglas Frederick Howard, KCMG, MC (* 15. Februar 1897; † 26. Dezember 1987) war ein britischer Diplomat, der unter anderem zwischen 1949 und 1953 Botschafter in Uruguay sowie zuletzt von 1954 bis 1957 Gesandter beim Heiligen Stuhl war.

## Leben
Douglas Frederick Howard, Sohn von John Howard Howard, begann nach dem Besuch der renommierten Harrow School als Kadett eine Offiziersausbildung im Officers’ Training Corps (OTC) und wurde am 7. Oktober 1915 zum Leutnant (Second Lieutenant) im Bedfordshire Regiment befördert. Er nahm in diesem Regiment am Ersten Weltkrieg teil und wurde als Nachrichtendienst-Offizier der 54. Infanteriebrigade für seine militärischen Verdienste am 14. November 1918 in Preux-au-Bois an der Westfront mit dem Military Cross (MC) ausgezeichnet. Er trat am 22. Juni 1922 in den Diplomatischen Dienst (HM Foreign Service) des Außenministeriums (Foreign Office) ein und wurde am 16. Juli 1922 zum Dritten Sekretär (Third Secretary) sowie am 1. Juli 1925 zum Zweiten Sekretär (Second Secretary) befördert. In den folgenden Jahren fand er Verwendungen im Außenministerium sowie an den Auslandsvertretungen in Norwegen, Rumänien, Italien und Bulgarien.
Nach seiner Ernennung zum kommissarischen Botschaftsrat (Acting Counsellor) am 27. Oktober 1941 fungierte Howard im Außenministerium zwischen 1941 und 1945 als Leiter des Referats Süd (Head of the Southern Department, Foreign Office), ein 1933 eingerichtetes Referat mit der Zuständigkeit für Italien, Österreich, Tschechoslowakei, Ungarn und die Balkanstaaten. In dieser Verwendung wurde er am 1. Juni 1944 Beamter Fünften Grades (Foreign Service Officer Fifth Grade) und wurde für seine dortigen Verdienste am 8. Juni 1944 Companion des Orders of St Michael and St George (CMG). 1945 wechselte er an die Botschaft in Spanien und war dort zunächst bis 1947 Botschaftsrat sowie im Anschluss zwischen 1947 und 1949 Gesandter und Geschäftsträger (Charge d’Affaires), nachdem die diplomatischen Beziehungen zwischen 1947 und 1951 herabgestuft und kein Botschafter akkreditiert wurde.
Als Nachfolger von Sir Gordon Vereker übernahm Douglas Howard am 16. November 1949 den Posten des Botschafters in Uruguay und bekleidete diesen bis 1953, woraufhin Eric Ralph Lingeman sein dortiger Nachfolger wurde. Während dieser Zeit wurde er am 1. Juni 1953 zum Knight Commander des Order of St Michael and St George (KCMG) geschlagen und führte seither den Namenszusatz „Sir“. Zuletzt wurde er am 7. Januar 1954 Gesandter beim Heiligen Stuhl und trat dort die Nachfolge von Sir Walter Roberts an. Er verblieb auf diesem Posten bis zum Erreichen der Altersgrenze von 60 Jahren 1957 und wurde daraufhin von Sir Marcus Cheke abgelöst.